# Referendum über die Unabhängigkeit der Ukraine

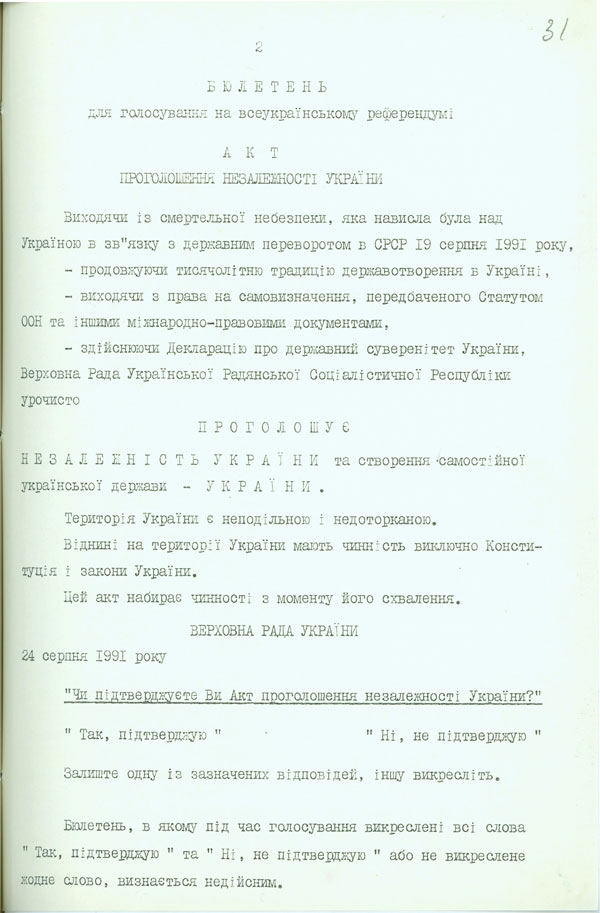
Auf den Stimmzetteln des Referendums war die Unabhängigkeitserklärung vom 24. August 1991 abgedruckt

Am 1. Dezember 1991 fand in der Ukraine ein Referendum über die Unabhängigkeit statt. 90,3 % der Abstimmenden stimmten dabei für die Unabhängigkeit des Landes. Am selben Tag fand auch die Präsidentschaftswahl in der Ukraine statt.

## Vorgeschichte
Kurz nach der Oktoberrevolution sandte der Rat der Volkskommissare der Russischen Föderativen Sozialistischen Republik (Раднарком РРФСР) dem Ukrainischen Zentralrat am 4. Dezemberjul. / 17. Dezember 1917greg. ein Ultimatum, das von W. Lenin und L. Trotzki unterzeichnet war. Darin wurde behauptet, der Zentralrat würde eine 'mehrdeutige bürgerliche Politik' verfolgen; diese würde sich in der Ablehnung der Räte und der sowjetischen Macht in der Ukraine zeigen. Abschließend wurde explizit gedroht: sollte keine zufriedenstellende Antwort innerhalb von 48 Stunden eingehen, würde der Rat der Volkskommissare den Zentralrat als im offenen Kriegszustand gegen die Sowjets in Russland und der Ukraine betrachten.
Bolschewiki gründeten im Dezember 1917 ein Zentrales Exekutivkomitee der Sowjetukraine in Charkiw, das eine stärkere Anbindung der Ukraine an Sowjetrussland anstrebte.
Am 9. Januarjul. / 22. Januar 1918greg.  verkündete der Vierte Universal des Ukrainischen Zentralrats die Unabhängigkeit der Ukrainischen Volksrepublik.
Nach dem Rückzug der deutschen Truppen aus der Ukraine stürzte ein Gremium unter Führung von Symon Petljura das Hetmanat Ukraine, übernahm die Macht und rief am 24. Dezember 1918jul. / 6. Januar 1919greg. die Ukrainische Sozialistische Sowjetrepublik (SSR) aus. Die SSR war 1922 eine der vier Gründungsrepubliken der Sowjetunion. Formell hatte die Ukraine innerhalb der Sowjetunion eine weitgehende Autonomie, de facto wurden aber alle das Land betreffenden wichtigen Entscheidungen in zentralistischer Manier in Moskau getroffen. Der letzte Generalsekretär der Kommunistischen Partei der Sowjetunion (KPdSU), Michail Gorbatschow, versuchte die innerlich erstarrte und wirtschaftlich zurückgebliebene Sowjetunion durch Reformen von oben (Perestroika und Glasnost) zu erneuern und zu demokratisieren. Dagegen regte sich Widerstand aus alten Führungskreisen. Die bis dahin unterdrückten Autonomiebestrebungen der nicht russischen Völker bekamen Auftrieb.
Der Zerfall der Sowjetunion beschleunigte sich ab dem Frühling 1990 mit den Unabhängigkeitserklärungen der drei baltischen Republiken Litauen, Lettland und Estland. Sie wurden zunächst von der Moskauer Zentrale nicht anerkannt und mit einer Wirtschaftsblockade beantwortet.
Auch die Sowjetrepubliken Armenien, Georgien und Moldawien strebten nach Unabhängigkeit. Der Oberste Sowjet der Ukrainischen SSR beschloss am 16. Juli 1990 die Erklärung der staatlichen Souveränität.
Auf Betreiben Gorbatschows wurde ein neuer Unionsvertrag, mit dem die alte Sowjetunion in eine Union Souveräner Staaten umgewandelt werden sollte, ausgehandelt. Am 19. August 1991, einen Tag vor der geplanten Unterzeichnung des neuen Unionsvertrages kam es jedoch zum sogenannten Augustputsch in Moskau, bei dem eine Gruppe von Funktionären der KPdSU versuchte, Michail Gorbatschow abzusetzen und die Macht zu übernehmen. Der Putschversuch scheiterte schon nach wenigen Tagen am Widerstand der Bevölkerung und der Unionsrepubliken, beschleunigte jedoch den Zerfall der Sowjetunion. Selbst die Unionsrepubliken, die ursprünglich noch dem neuen Unionsvertrag hatten zustimmen wollen (zu diesen gehörte auch die Ukrainische SSR), wandten sich von der Idee des Staatenbunds ab.
Am 24. August 1991 proklamierte das ukrainische Parlament, die Werchowna Rada, noch unter dem unmittelbaren Eindruck des Putschereignisses mit großer Mehrheit die Unabhängigkeitserklärung der Ukraine, mit der auch die Grundprinzipien der „Souveränitätserklärung der Ukraine 1990“ bestätigt wurden. Zugleich wurde die Abhaltung eines Referendums über die Frage der Unabhängigkeit beschlossen.
Zum Zeitpunkt des Referendums war die Sowjetunion bereits so gut wie aufgelöst, nahezu alle Sowjetrepubliken hatten bereits ihre Unabhängigkeit verkündet. In der Ukraine berichtete nahezu die gesamte Presse positiv bezüglich der Unabhängigkeit des Landes. Eine Alternative zur Unabhängigkeit der Ukraine war faktisch nicht vorhanden, was massiv zu dem eindeutigen Wahlergebnis beitrug.

## Referendum
Das Unabhängigkeitsreferendum wurde am 1. Dezember 1991 abgehalten. Abstimmungsberechtigt waren alle volljährigen Einwohner der Ukraine. Die den Abstimmenden gestellte Frage lautete:

„Чи підтверджуєте Ви Акт проголошення незалежності України?“

„Unterstützen Sie die Unabhängigkeitserklärung der Ukraine?“

Auf den Stimmzetteln waren zwei mögliche alternative Antworten anzukreuzen: “Так, підтверджую” („Ja, ich unterstütze“), und “Ні, не підтверджую” („Nein, ich unterstütze nicht“). Der Wortlaut der Unabhängigkeitserklärung war dabei auf den Stimmzetteln abgedruckt.
Auch die russischsprachige Minderheit in der Ukraine stimmte mehrheitlich für die Unabhängigkeit. Auch auf der Krim, und separat in der Stadt Sewastopol, stimmten 54 % bzw. 57 % mit ja, wobei die Wahlbeteiligung auf der Krim und Sewastopol mit 67 und 63 Prozent deutlich unterdurchschnittlich ausfiel.

## Ergebnisse
Die folgende Tabelle zeigt die Ergebnisse des Referendums nach Regionen.
| Gebiet                 | Abstimmende | Abstimmende       | Ja-Stimmen | Ja-Stimmen | Nein-Stimmen | Nein-Stimmen | Ungültige Stimmen | Ungültige Stimmen |
| Gebiet                 | Zahl        | Wahl- beteiligung | Zahl       | %          | Zahl         | %            | Zahl              | %                 |
| ---------------------- | ----------- | ----------------- | ---------- | ---------- | ------------ | ------------ | ----------------- | ----------------- |
| Oblast Winnyzja        | 1.301.765   | 91,41             | 1.242.244  | 95,43      | 39.387       | 3,03         | 20.134            | 1,55              |
| Oblast Wolyn           | 710.989     | 93,20             | 684.834    | 96,32      | 16.299       | 2,29         | 9.856             | 1,39              |
| Oblast Dnipropetrowsk  | 2.354.169   | 81,80             | 2.127.089  | 90,36      | 181.529      | 7,71         | 45.551            | 1,93              |
| Oblast Donezk          | 2.957.372   | 76,73             | 2.481.157  | 83,90      | 372.157      | 12,58        | 104,058           | 3,52              |
| Oblast Schytomyr       | 1.000.425   | 90,53             | 950,976    | 95,06      | 35.798       | 3,58         | 13,651            | 1,36              |
| Oblast Transkarpatien  | 710.286     | 82,91             | 657,678    | 92,59      | 31.891       | 4,49         | 20.717            | 2,92              |
| Oblast Saporischschja  | 1.252.225   | 80,59             | 1.135.271  | 90,66      | 91.929       | 7,34         | 25,025            | 2,00              |
| Oblast Iwano-Frankiwsk | 975.655     | 95,73             | 960.281    | 98,42      | 10.028       | 1,03         | 5,346             | 0,55              |
| Kiew                   | 1.537.585   | 80,35             | 1.428.001  | 92,88      | 81.246       | 5,28         | 28.338            | 1,84              |
| Oblast Kiew            | 1.259.129   | 88,02             | 1.202.773  | 95,52      | 36,086       | 2,87         | 20.270            | 1,61              |
| Oblast Kirowohrad      | 813.833     | 88,07             | 764,053    | 93,88      | 35,613       | 4,38         | 14,167            | 1,74              |
| Autonome Republik Krim | 1.036.190   | 67,50             | 561.498    | 54,19      | 437.505      | 42,22        | 37.187            | 3,59              |
| Oblast Luhansk         | 1.682.344   | 80,65             | 1.410.894  | 83,86      | 225.589      | 13,41        | 45.861            | 2,73              |
| Oblast Lwiw (Lemberg)  | 1.915.597   | 95,24             | 1.866.921  | 97,46      | 35,671       | 1,86         | 13,005            | 0,68              |
| Oblast Mykolajiw       | 818.538     | 84,10             | 732.179    | 89,45      | 66.858       | 8,17         | 19.501            | 2,38              |
| Oblast Odessa          | 1.412.228   | 75,01             | 1.205.755  | 85,38      | 163.831      | 11,60        | 42.642            | 3,02              |
| Oblast Poltawa         | 1.206.801   | 91,87             | 1.145.639  | 94,93      | 44.308       | 3,67         | 16.854            | 1,40              |
| Oblast Riwne           | 757.151     | 92,99             | 726.575    | 95,96      | 19.369       | 2,56         | 11.207            | 1,48              |
| Sewastopol             | 195.688     | 63,74             | 111.671    | 57,07      | 77.091       | 39,39        | 6.926             | 3,54              |
| Oblast Sumy            | 948.278     | 88,41             | 878.198    | 92,61      | 46.479       | 4,90         | 23.601            | 2,49              |
| Oblast Ternopil        | 836.667     | 97,10             | 825.526    | 98,67      | 6.565        | 0,78         | 4.576             | 0,55              |
| Oblast Charkiw         | 1.798.977   | 75,68             | 1.553.065  | 86,33      | 187,631      | 10,43        | 58.281            | 3,24              |
| Oblast Cherson         | 753.843     | 83,40             | 679.451    | 90,13      | 54.248       | 7,20         | 20.144            | 2,67              |
| Oblast Chmelnyzkyj     | 1.059.021   | 93,44             | 1.019.813  | 96,30      | 27.743       | 2,62         | 11.465            | 1,08              |
| Oblast Tscherkassy     | 1.040.971   | 90,17             | 999.603    | 96,03      | 28.703       | 2,76         | 12.665            | 1,22              |
| Oblast Tscherniwzi     | 586.377     | 87,68             | 544,022    | 92,78      | 24.226       | 4,13         | 18.129            | 3,09              |
| Oblast Tschernihiw     | 969.638     | 90,78             | 908.904    | 93,74      | 39.774       | 4,10         | 20.960            | 2,16              |
| Ukraine gesamt         | 31.891.742  | 84,18             | 28.804.071 | 90,32      | 2.417.554    | 7,58         | 670,117           | 2,10              |

## Weitere Entwicklung
Nach dem eindeutigen Ergebnis des Unabhängigkeitsreferendums wurde die Ukraine noch im Jahr 1991 von 68 Staaten als selbständiger Staat diplomatisch anerkannt. Anstelle der von Gorbatschow projektierten Union Souveräner Staaten wurde am 8. Dezember 1991 die Gemeinschaft Unabhängiger Staaten (GUS) als lockerer Arbeitsverbund einiger ehemaliger Sowjetrepubliken gegründet. Die Ukraine beteiligte sich zunächst daran, trat aber im Jahr 2018 infolge des Russisch-Ukrainischen Kriegs (seit 2014) aus und nähert sich seitdem westlichen Bündnissen (Europäische Union, NATO) an.